# Michail Keržakov
Michail Anatol'evič Keržakov (in russo Михаил Анатольевич Кержаков?; Kingisepp, 28 gennaio 1987) è un calciatore russo, portiere dello Zenit San Pietroburgo.

## Biografia
È fratello del più celebre Aleksandr, anch'egli calciatore.

## Palmarès

### Club

#### Competizioni nazionali
- Campionato russo: 6

Zenit: 2018-2019, 2019-2020, 2020-2021, 2021-2022, 2022-2023, 2023-2024
- Coppa di Russia: 1

Zenit: 2019-2020, 2023-2024
- Supercoppa di Russia: 5

Zenit: 2020, 2021, 2022, 2023, 2024